# Tetrafenolethaan
Tetrafenolethaan is een organische verbinding afgeleid van ethaan waarbij elk koolstofatoom verbonden is met twee fenolgroepen. De hydroxylgroepen staan meestal op de parapositie, maar andere schikkingen zijn ook mogelijk. De zuivere stof komt voor als een witachtig poeder.

## Synthese
Tetrafenolethaan wordt geproduceerd door de condensatiereactie van glyoxaal met fenol. De katalysator is een zuur (zoutzuur of oxaalzuur) of een kationische ionenwisselaar.

## Toepassing
Tetrafenolethaan en andere tetrafenolverbindingen zijn uitgangsmateriaal voor de productie van epoxyharsen voor coatings en elektronische applicaties, zoals het verzegelen van de omhulsels van geïntegreerde schakelingen (DIP, QFP, leds en CCD). Die epoxyharsen worden bekomen door de reactie van tetrafenolethaan met epichloorhydrine waarmee de OH-groepen worden omgezet in OG-groepen (met G = een glycidylgroep) die met elkaar kunnen reageren en zo langere ketens vormen. De harsen kunnen daarna vernet worden met een curing agent, zoals een amine, amide, carbonzuuranhydride of fenol.